# Georg Keppler
Pour les articles homonymes, voir Keppler.
Georg Keppler, (né le 7 mai 1894 à Mayence et mort le 16 juin 1966 à Hambourg) est un SS-Obergruppenführer et général de la Waffen-SS durant la Seconde Guerre mondiale.

Il sert aussi comme personnel de la Heer et de la Polizei. Au cours de la Seconde Guerre mondiale, Keppler commande la 2e division SS Das Reich, la 3e Panzerdivision SS Totenkopf, la Ire et la IIIe SS-Panzerkorps et la XVIIIe SS-Armeekorps (en).
Il reçoit la croix de chevalier de la croix de fer.

## Biographie

### Première Guerre mondiale
Georg Keppler est le fils d'un officier de carrière: l'oberst (colonel) Otto Keppler et est né à Mayence dans le Grand-duché de Hesse. Après avoir passé son baccalauréat en 1913, il décida de rejoindre l'armée et en octobre de la même année, il commence ses études à l'académie militaire de Glogau. Après avoir obtenu son diplôme en mai 1914, il est affecté à l'élite du  73e régiment de fusiliers. C'est avec ce régiment que le Leutnant Keppler a vu, pour la première fois, l'action de la première Guerre mondiale. Toutefois, il est blessé en août 1914 et après sa convalescence, il est transféré à la 19e division de réserve. Avant la fin de la guerre, Keppler a été deux fois blessé et a reçu les deux classes de la croix de fer. Après l'armistice en 1918, il décide de quitter l'armée et s'installe à Hanovre.

### L'entre-deux-guerres
Le 31 janvier, 1920, suivant les traces de Theodor Eicke et Sepp Dietrich, Keppler s'enrôle dans la Schutzpolizei (police en uniforme) à Hanovre. En juillet 1926, il quitte Hanovre et rejoint la Landespolizei (police nationale) de l'État de Thuringe dans la ville de Hildburghausen. Pendant les huit années suivantes, Keppler est resté officier de police, commandant divers bataillons  de la Landespolizei et Kommandos de la  Schutzpolizei à Iéna, Gotha et à Munich. Après 14 ans de service, Keppler décide de quitter la police  et revient dans l'armée allemande au sein de  la 32e division d'infanterie. Cependant il ne reste pas dans l'armée longtemps et le 10 octobre 1935, il entre dans la SS-Verfügungstruppe.

Le SS-Sturmbannführer (major) Keppler reçoit le commandement du bataillon de la SS. Standarte 1, qui devient plus tard la SS.VT-Standarte Deutschland.

À la suite de l'annexion de l'Autriche par la Grande Allemagne, Keppler s'installe à Vienne et reçoit un nouveau commandement: la SS.VT-Standarte 3. En septembre 1938, cette unité s'est illustrée d'un titre d'honneur Der Führer et est finalement rebaptisée le SS-Regiment Der Führer. Il dirige cette unité pendant toute la période d'avant-guerre, au cours de laquelle le régiment a servi de Wacht-Régiment de la Reichsprotektor de la Bohême et la Moravie du gouverneur Konstantin von Neurath.

### Seconde Guerre mondiale
En octobre 1939, le SS-Regiment Der Führer devient une composante de la 2e division SS Das Reich.
La carrière de Keppler continue comme commandant du régiment de toutes les opérations dans l'Ouest, les Balkans et en Russie. En août 1940, sur la recommandation personnelle de Paul Hausser, Keppler a reçu le Ritterkreuz. Il reste avec la division Das Reich jusqu'au 15 juillet 1941, quand il prend la succession de Theodor Eicke blessé en tant que commandant de la division Totenkopf. Au retour de Eicke, le 21 septembre 1941, Keppler est nommé commandant de la SS-Division Nord.

Au cours de l'automne 1941, il commence à souffrir de maux de tête réguliers et tombe gravement malade. Après des examens médicaux qui déterminent que Keppler a une tumeur au cerveau, il passe le reste de 1941 et le printemps 1942 à l'hôpital sous surveillance médicale étroite. En janvier 1942, Keppler est promu au grade de SS-Gruppenführer (général de division) et trois mois plus tard, reçoit le commandement de la 2e division SS Das Reich. En février 1943, sur les conseils de ses médecins, Keppler, de lui-même, sort du service actif et assume un certain nombre de postes administratifs au sein de la Waffen-SS, en premier lieu comme Commandant de la Waffen-SS dans le Protectorat de Bohême et de Moravie et plus tard en Hongrie. Après sa promotion au grade de SS-Obergruppenführer (général de corps d'armée), il lui est donné à nouveau une mission sur le terrain en tant que commandant de la 1er SS-Panzerkorps, qu'il dirige du 16 août 1944 au 24 octobre 1944, pendant les dernières phases de la bataille de Normandie.

Le 30 octobre 1944, Keppler retourne sur le front de l'Est, où il prend le commandement de la IIIe SS-Panzerkorps. Il y reste jusqu'au 2 avril 1945, quand il devient le dernier commandant de la XVIIIe SS-Armeekorps (en). Il doit se rendre aux forces américaines le 22 mai 1945.
Après la guerre, Keppler est emprisonné mais il est libéré en 1948. Il s'installe à Hambourg, où il meurt le 16 juin 1966.

## Promotion grades
- Fahnenjunker: 28 février 1913
- Leutnant: 6 juin 1914
- Oberleutnant: 1917
- Hauptmann der Schupo: 21 juin 1920
- Major der Schupo:  1er juillet 1931
- SS-Sturmbannführer: 10 octobre 1935
- SS-Obersturmbannführer: 20 avril 1937
- SS-Standartenführer: 20 avril 1938
- SS-Oberführer: 13 mai 1940
- SS-Brigadeführer und Generalmajor der Waffen-SS: 9 novembre 1940
- SS-Gruppenführer und Generaleutnant der Waffen-SS: 30 janvier 1942
- SS-Obergruppenführer und General der Waffen-SS: 20 avril 1944

## Décorations
- Médaille du Front de l'Est (1942)
- Croix de fer
  - 2e classe
    - Agrafe (13 mai 1940)

  - 1er Classe 
    - Agrafe (13 mai 1940)
- Médaille des Sudètes
- Médaille de l'Anschluss
- SS-Ehrenring
- Croix de chevalier de la croix de fer (15 octobre 1940)
- Insigne des blessés en noir (1914) et argent
- Hanseatenkreuz
- Croix d'honneur (1934)